# Bergtheim
Bergtheim – miejscowość i gmina w Niemczech, w kraju związkowym Bawaria, w rejencji Dolna Frankonia, w regionie Würzburg, w powiecie Würzburg, siedziba wspólnoty administracyjnej Bergtheim. Leży około 15 km na północny wschód od Würzburga, przy drodze B19 i linii kolejowej Würzburg – Schweinfurt – Bamberg.

## Dzielnice
W skład gminy wchodzą trzy dzielnice: Bergtheim, Dipbach i Opferbaum.

## Demografia
| Rok  | Liczba mieszk. |
| ---- | -------------- |
| 1970 | 2 543          |
| 1987 | 2 874          |
| 2000 | 3 391          |
| 2004 | 3 450          |
| 2005 | 3 461          |

## Religia
W roku 2004 z 3450 mieszkańców 90% deklarowało katolicyzm, 9% ewangelicyzm i 1% inne wyznania.

## Współpraca
Miejscowość partnerska:
- Boutiers-Saint-Trojan, Francja